# Saint-Alpinien
Saint-Alpinien este o comună în departamentul Creuse din centrul Franței. În 2009 avea o populație de 297 de locuitori.

## Evoluția populației
| An        | 1975 | 1982 | 1990 | 1999 | 2006 | 2009 |
| --------- | ---- | ---- | ---- | ---- | ---- | ---- |
| Populație | 316  | 318  | 350  | 320  | 291  | 297  |